# Chen Haiwei
Det här är en artikel om en person med kinesiskt personnamn; Chen är familjenamnet.
Chen Haiwei (kinesiska: 陈海威), född 30 december 1994, är en kinesisk fäktare som tävlar i florett.

## Karriär
Vid världsmästerskapen i fäktning 2023 i Milano tog Chen silver tillsammans med Mo Ziwei, Wu Bin och Xu Jie i lagtävlingen i florett.